# Équipe d'Italie de football à la Coupe du monde 1938

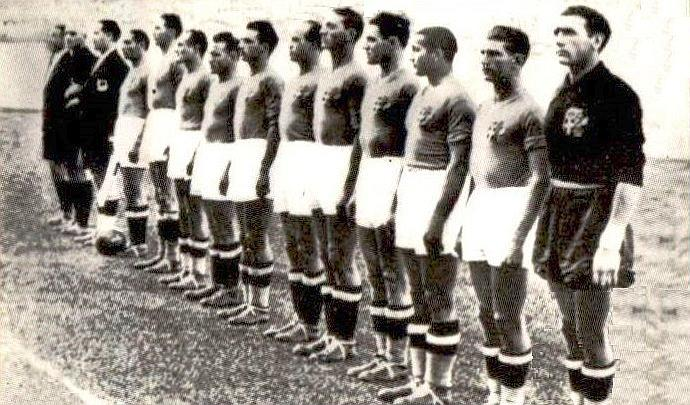
L'équipe d'Italie lors de la Coupe du monde 1938.

L'équipe d'Italie de football remporte la Coupe du monde 1938 qui se déroule en France.

## Effectif
| Numéro / Nom       | Numéro / Nom     | Club                            | Sélections*     | Age             | J.              | Buts            | Rouge           | Jaune           |
| Gardiens de but    | Gardiens de but  | Gardiens de but                 | Gardiens de but | Gardiens de but | Gardiens de but | Gardiens de but | Gardiens de but | Gardiens de but |
| ------------------ | ---------------- | ------------------------------- | --------------- | --------------- | --------------- | --------------- | --------------- | --------------- |
| -                  | Carlo Ceresoli   | Bologne FC ( Italie )           | 7e              | 28 ans          | -               | -               | -               | -               |
| -                  | Guido Masetti    | AS Rome ( Italie )              | 1er             | 30 ans          | -               | -               | -               | -               |
| -                  | Aldo Olivieri    | AS Lucchese-Libertas ( Italie ) | 12e             | 28 ans          | -               | -               | -               | -               |
| Défenseurs         |                  |                                 |                 |                 |                 |                 |                 |                 |
| -                  | Alfredo Foni     | Juventus ( Italie )             | 9e              | 27 ans          | -               | -               | -               | -               |
| -                  | Eraldo Monzeglio | AS Rome ( Italie )              | 33e             | 32 ans          | -               | -               | -               | -               |
| -                  | Pietro Rava      | Juventus ( Italie )             | 15e             | 22 ans          | -               | -               | -               | -               |
| Milieux de terrain |                  |                                 |                 |                 |                 |                 |                 |                 |
| -                  | Michele Andreolo | Bologne FC ( Italie )           | 15e             | 26 ans          | -               | -               | -               | -               |
| -                  | Aldo Donati      | AS Rome ( Italie )              | 0               | 28 ans          | -               | -               | -               | -               |
| -                  | Mario Genta      | Genoa CFC ( Italie )            | 0               | 26 ans          | -               | -               | -               | -               |
| -                  | Ugo Locatelli    | Ambrosiana Milan ( Italie )     | 11e             | 22 ans          | -               | -               | -               | -               |
| -                  | Renato Olmi      | Ambrosiana Milan ( Italie )     | 0               | 24 ans          | -               | -               | -               | -               |
| -                  | Mario Perazzolo  | Genoa CFC ( Italie )            | 2e              | 27 ans          | -               | -               | -               | -               |
| -                  | Pietro Serantoni | AS Rome ( Italie )              | 14e             | 32 ans          | -               | -               | -               | -               |
| Attaquants         |                  |                                 |                 |                 |                 |                 |                 |                 |
| -                  | Sergio Bertoni   | Genoa CFC ( Italie )            | 3e              | 22 ans          | -               | -               | -               | -               |
| -                  | Amedeo Biavati   | Bologne FC ( Italie )           | 3e              | 23 ans          | -               | -               | -               | -               |
| -                  | Bruno Chizzo     | US Trieste ( Italie )           | 0               | 22 ans          | -               | -               | -               | -               |
| -                  | Gino Colaussi    | US Trieste ( Italie )           | 16e             | 24 ans          | -               | -               | -               | -               |
| -                  | Giovanni Ferrari | Ambrosiana Milan ( Italie )     | 42e             | 31 ans          | -               | -               | -               | -               |
| -                  | Pietro Ferraris  | Torino FC ( Italie )            | 4e              | 26 ans          | -               | -               | -               | -               |
| -                  | Giuseppe Meazza  | Ambrosiana Milan ( Italie )     | 47e             | 28 ans          | -               | -               | -               | -               |
| -                  | Pietro Pasinati  | US Trieste ( Italie )           | 11e             | 28 ans          | -               | -               | -               | -               |
| -                  | Silvio Piola     | Lazio Rome ( Italie )           | 18e             | 25 ans          | -               | -               | -               | -               |

* Au moment de la finale

## Images de la finale du 19 juin

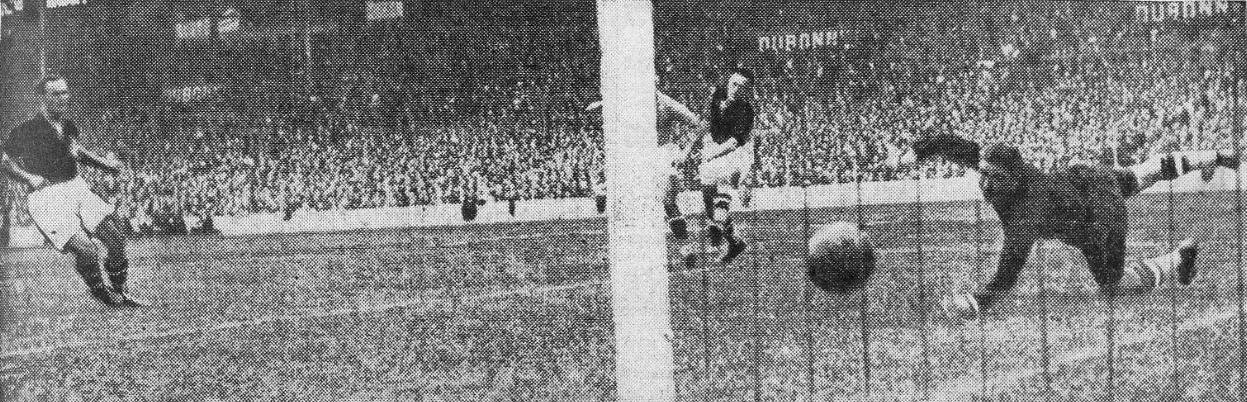
But de Piola à la 16e minute, le deuxième de l'Italie.
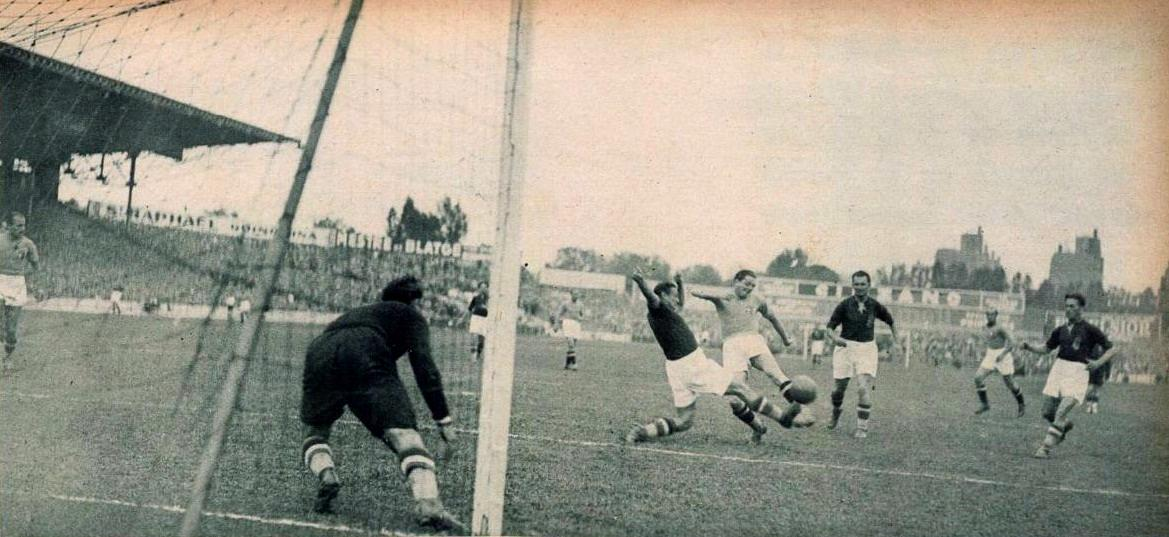
Tir de Piola, opposé à Biro.
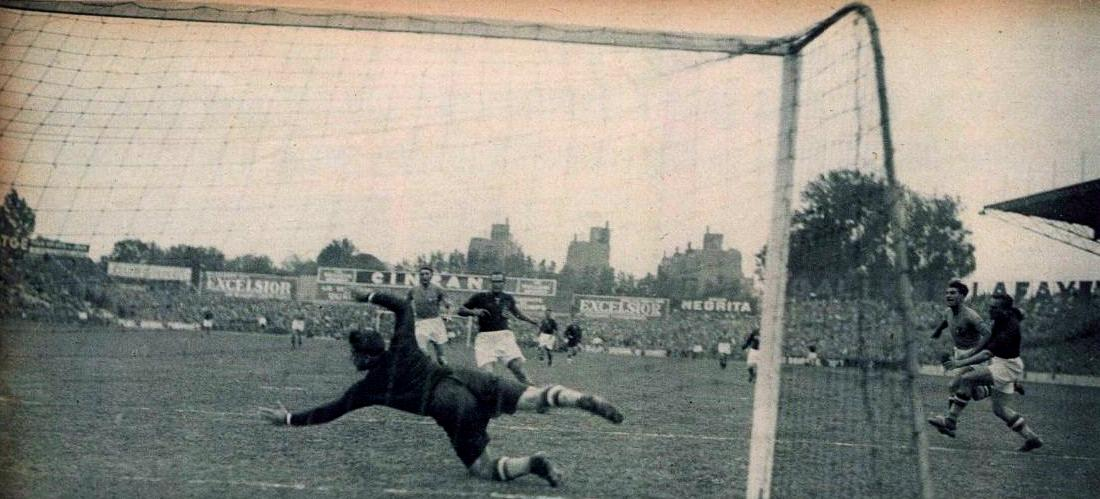
Colaussi marque le troisième but italien.
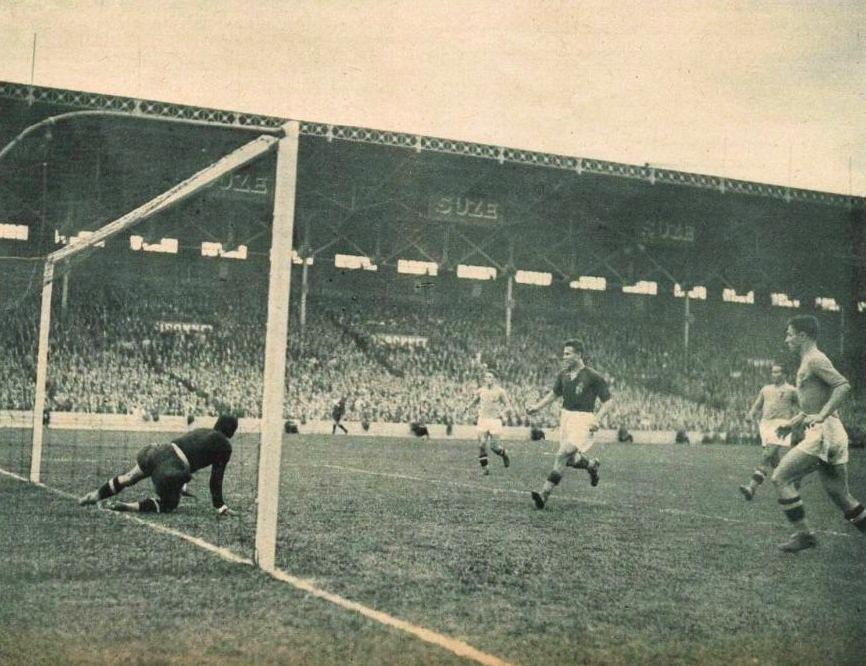
Sárosi marque le deuxième but de la Hongrie.
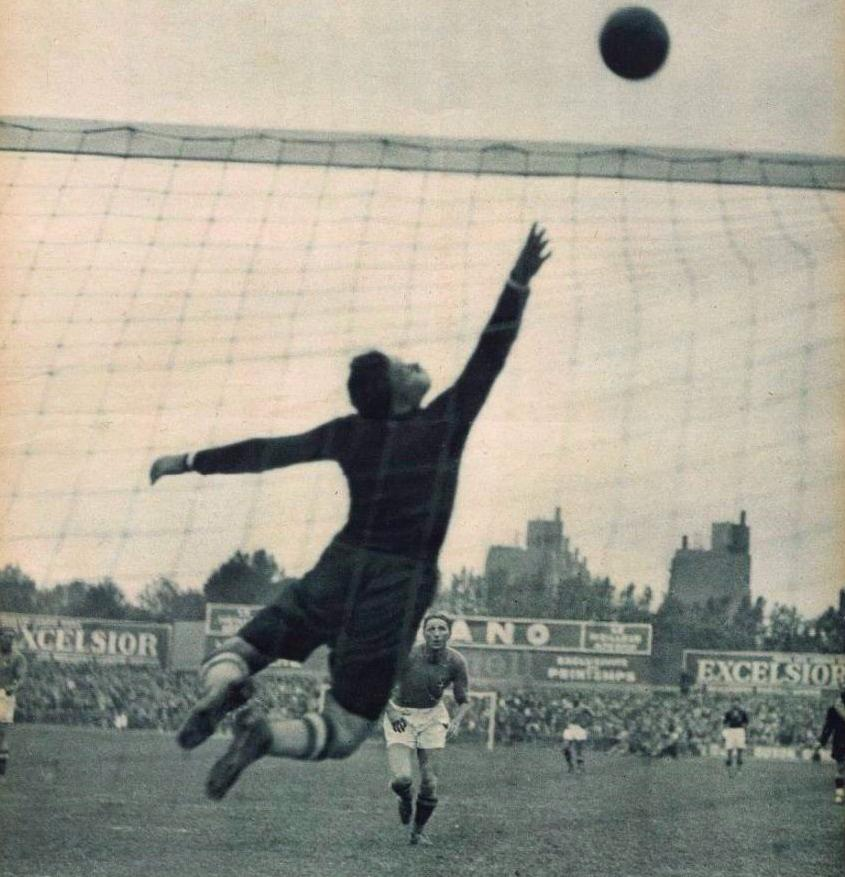
Le gardien Szabo dégage, face à Piola.
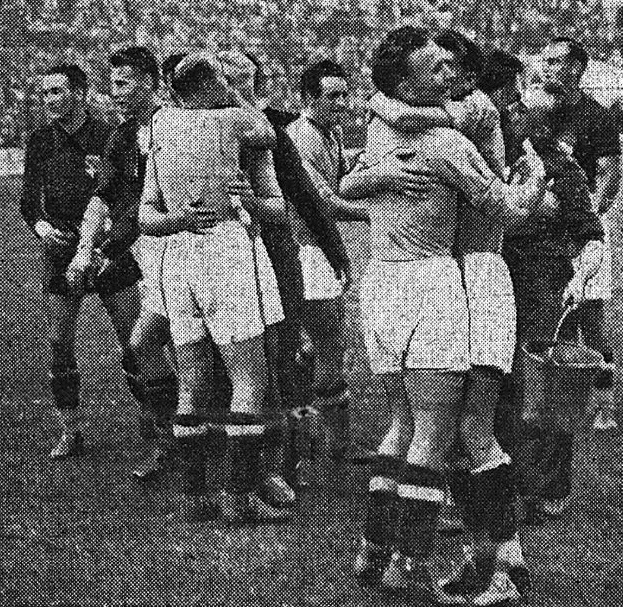
Les Italiens tout à leur victoire.
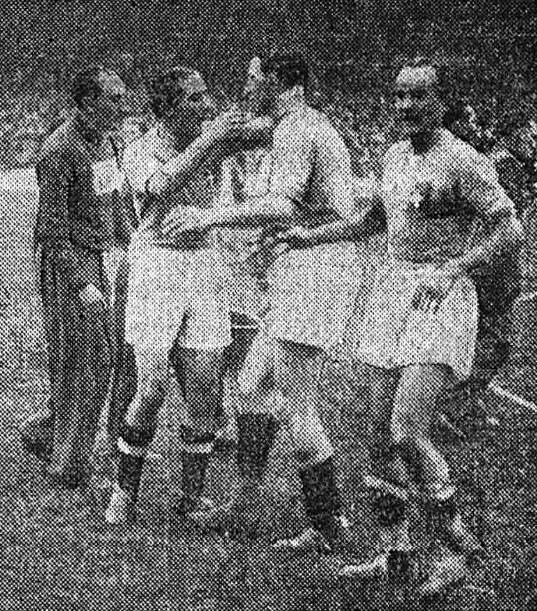
Meazza congratule Piola.
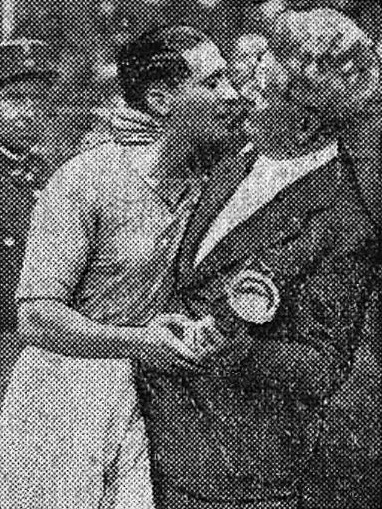
Meazza reçoit l'accolade de Pozzo.
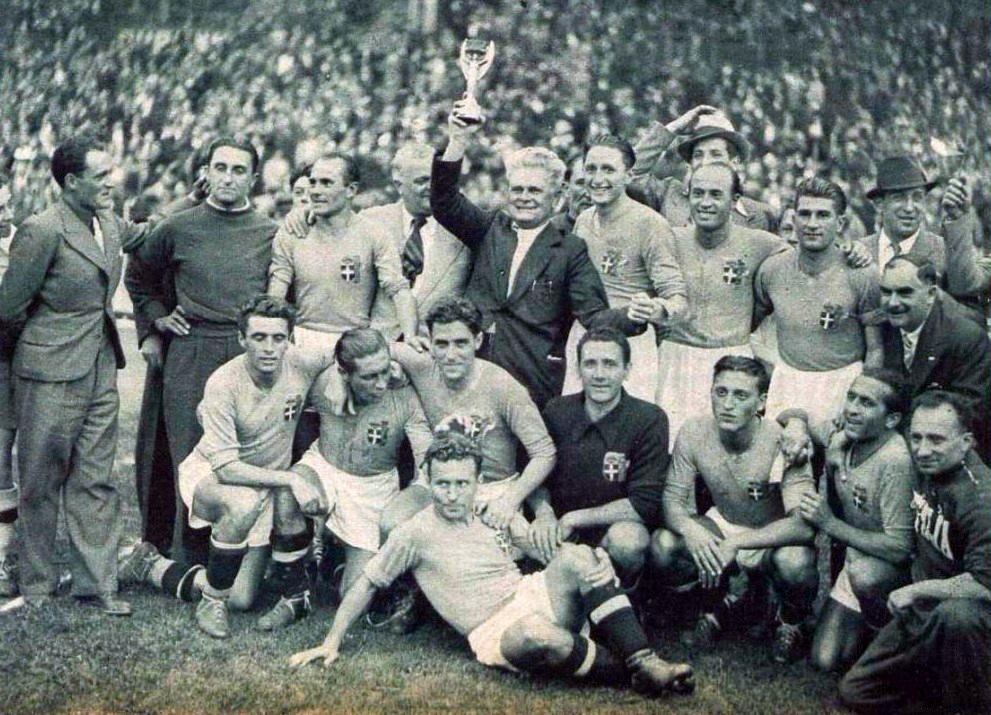
Le sélectionneur Pozzo brandit la 'victoire ailée'.
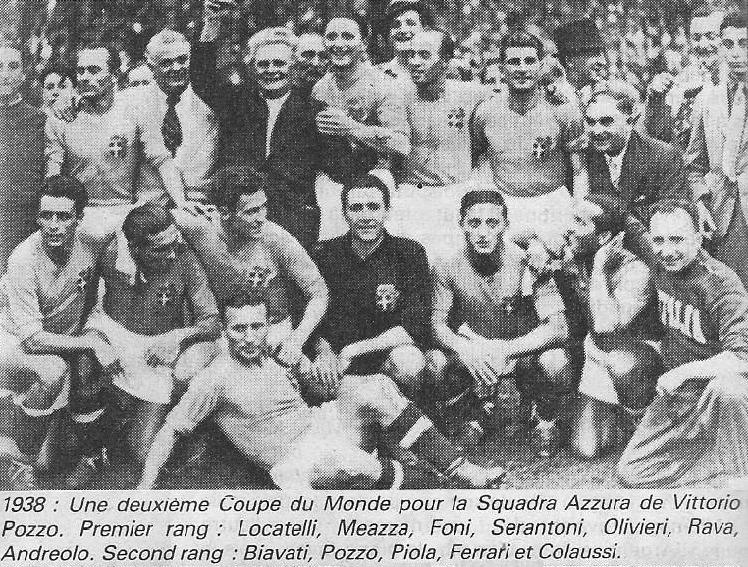
Même moment de liesse.
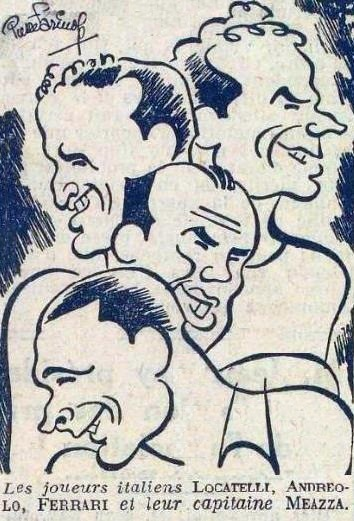
Quelques joueurs.

## Sélectionneur
- Vittorio Pozzo (  Italie )